# Alain Poher
Alain Émile Louis Marie Poher (Ablon-sur-Seine, 17 aprile 1909 – Parigi, 9 dicembre 1996) è stato un politico francese.
Dopo aver partecipato alla Resistenza, aderì al MRP e divenne senatore nel 1946. Fu poi nominato segretario di Stato per le finanze nel secondo governo di Robert Schuman e segretario di Stato per il bilancio nel governo di Henri Queuille. Molto vicino a Robert Schuman, presiedette il Parlamento europeo dal 1966 al 1969.
Dal 3 ottobre 1968 al 1º ottobre 1992 è stato presidente del Senato, il secondo dalla fondazione della Quinta Repubblica nel 1958. In questa veste ha ricoperto la carica di Presidente ad interim della Repubblica francese per un totale di tre mesi: prima nel 1969, in seguito alle dimissioni di Charles de Gaulle, poi nel 1974, dopo la morte di Georges Pompidou. Candidato per il Centro Democratico alle elezioni presidenziali del 1969, fu battuto al secondo turno da Georges Pompidou.
È il presidente del Senato francese più longevo per numero di mandati e anni (otto, cioè 24 anni) e l'unico ad aver assunto la presidenza ad interim della Repubblica.

## Studi e famiglia
Studia al liceo Louis-le-Grand e al liceo Saint-Louis di Parigi. Dopo essersi laureato in legge, si specializza all'Institut d'études politiques (Sciences-po). Ingegnere.
Sposa il 19 agosto 1938 Henriette Tugler da cui ha due figlie.

## Carriera politica

### Al Senato e al governo
Esponente del partito cattolico di centro Mouvement Républicain Popoulaire (MRP), del quale è per qualche tempo capogruppo al Senato. Dopo la dissoluzione di questo partito nel 1967, aderisce al gruppo centrista del Senato.
Senatore dal 1946 al 1948 e dal 1952 al 1995.
È segretario di Stato al Bilancio e alla Marina durante la Quarta Repubblica. Eletto presidente del Senato il 3 ottobre 1968, è costantemente rieletto per i mandati successivi, rimanendo in carica fino al 1º ottobre 1992.

### Presidente della Repubblicaad interim
Come previsto dalla Costituzione francese, in qualità di Presidente del Senato supplisce alla vacanza della presidenza della Repubblica in due occasioni: dal 29 aprile al 20 giugno 1969 quando Charles de Gaulle si dimette perché battuto al referendum sulla riforma del Senato e delle regioni, e dal 2 aprile al 28 maggio 1974 allorché Georges Pompidou muore improvvisamente. Sono, almeno fino ad oggi, gli unici casi di supplenza al vertice delle istituzioni della storia della Quinta Repubblica di presidenza ad interim.

### Candidato alle elezioni presidenziali
Si candida alle presidenziali del 1969 come espressione del movimento centrista. Al primo turno ha 5 268 613 voti (23,31 %), entra al ballottaggio e al secondo turno ha 7 943 118 voti (41,79 %), venendo battuto da Georges Pompidou. Non si ricandida alle elezioni presidenziali del 1974.

### Declino
Pur avendo scontri anche aspri con François Mitterrand durante la presidenza di quest'ultimo, si sforza di favorire il dialogo con il PS e con i suoi alleati nei periodi in cui questi partiti sono al governo (dal 1958 al 2011 al Senato il centrodestra è ininterrottamente in maggioranza). Gli ultimi anni di Poher alla guida dell'assemblea sono caratterizzati dal declino delle sue condizioni intellettuali, tanto che è coniato un neologismo, pohérisation, per definire le condizioni di sclerosi del Senato nella fase finale della sua presidenza.

## Morte
Alain Pohet morì all'età di 87 anni, il 9 dicembre 1996, nel XVI arrondissement di Parigi, di cancro. È sepolto nella tomba di famiglia nel cimitero della sua città natale.